# Ленартов
Ленартов або Ленартів (словац. Lenartov) — село в Словаччині, Бардіївському окрузі Пряшівського краю. Розташоване в північно-східній частині Словаччини на кордоні з Польщею.
Вперше згадується у 1543 році.
В селі є римо-католицький костел св. Леонарда з 1826 року.

## Населення
| Рік:            | 1993 | 2003     | 2013     | 2023     |
| --------------- | ---- | -------- | -------- | -------- |
| Кількість осіб: | 786  | 961      | 1078     | 1217     |
| Різниця:        |      | +22,26 % | +12,17 % | +12,89 % |

| Рік:            | 2022 | 2023    |
| --------------- | ---- | ------- |
| Кількість осіб: | 1200 | 1217    |
| Різниця:        |      | +1,41 % |

В селі проживає 258 осіб.
Національний склад населення (за даними останнього перепису населення — 2001 року):
- словаки — 94,47%
- цигани — 0,85%
- поляки — 0,21%

Склад населення за приналежністю до релігії станом на 2001 рік:
- римо-католики — 89,69%,
- греко-католики — 4,25%,
- православні — 0,53 %,
- протестанти — 0,43 %,
- не вважають себе віруючими або не належать до жодної вищезгаданої церкви — 4,99%

## Цікавинки
В кадастрі села знайдено найбільший метеорит в центральної Європи, який зараз знаходиться в Угорському національному музеї.